# Nóvaia Derévnia (Stàvropol)
|  | Per a altres significats, vegeu «Nóvaia Derévnia». |

Nóvaia Derévnia (en rus: Новая Деревня) és un poble (un khútor) del krai de Stàvropol, a Rússia, que en el cens del 2010 tenia 821 habitants. Pertany al districte rural de Kurskaia.